# IT-Armee der Ukraine
Die IT-Armee der Ukraine (ukrainisch IT-армія України IT-armija Ukrajiny) ist eine Freiwilligenorganisation für Cyberkriegsführung, die Ende Februar 2022 gegründet wurde, um gegen digitale Eindringversuche in die ukrainische Information und den Cyberspace zu kämpfen, nachdem die russische Invasion der Ukraine am 24. Februar 2022 begann. Die Gruppe führt auch offensive Cyberkriegsoperationen durch und der Chef des State Special Communications Service der Ukraine, Wiktor Schora, erklärte, dass die von ihm eingezogenen Hacker nur militärische Ziele angreifen würden.

## Gründung
Am 26. Februar 2022 kündigte der Minister für digitale Transformation und Erster Vizepremierminister der Ukraine, Mychajlo Fedorow die Gründung der IT-Armee an, die ihre Bemühungen hauptsächlich über Telegram und Twitter koordiniert. Fedorow lud sowohl ukrainische Bürger als auch internationale Freiwillige ein, sich der Gruppe anzuschließen und ihre technischen Fähigkeiten einzusetzen, um ukrainische Netze zu schützen und offensiven Operationen gegen russische Cyberziele zu unterstützen.

## Operationen
Die IT-Armee hat eine Vielzahl von Cyberoperationen durchgeführt, darunter die Überlastung und Deaktivierung von Websites, die Unterstützung bei der Suche nach und dem Abfangen von feindlichen Kommunikationsnetzen und die Einführung von Desinformationskampagnen zur Störung feindlicher Aktionen.

## Aktivitäten
Fedorow bat Cyber-Spezialisten um Unterstützung und veröffentlichte auf Twitter einen Telegram-Link mit einer Liste von 31 Websites russischer Geschäfts- und Staatsorganisationen. Laut Reuters zielt die Gruppe auf russische und belarussische Eisenbahninfrastruktur sowie Strom- und Telekommunikationsunternehmen ab. Dies beinhaltete auch Technologien wie GLONASS. Außerdem versucht die Gruppe auch, kritische ukrainische Infrastruktur zu schützen. Das Ministerium für digitale Transformation der Ukraine berichtete über Cyberangriffe auf über 6000 russische Webressourcen im Zeitraum vom 26. Februar bis zum 30. Juli 2022.
Am 28. Februar 2022 hackte die IT-Armee die Website der Moskauer Börse. Sie gab an, dass es nur fünf Minuten gedauert habe, die Website unzugänglich zu machen. Am selben Tag hackte sie die Website von Sberbank, der größten Bank in Russland. Die IT-Armee startete auch Angriffe auf andere russische und belarussische Websites, darunter die Regierungswebsites von Russland und Weißrussland, den FSB und die belarussische Staatsnachrichtenagentur BelTA, unter anderem.
800 russische Websites, einschließlich der von Roskosmos, wurden von der IT-Armee vom 27. Juni bis zum 10. Juli 2022 angegriffen. Sie veröffentlichten Glückwunsch-Nachrichten zum Tag der ukrainischen Verfassung auf diesen Websites. Darüber hinaus legten von der IT-Armee durchgeführte Distributed-Denial-of-Service-Angriffe für mehrere Tage die Fähigkeit Russlands, an einigen CRM-Systemen zu arbeiten, lahm.
Im September 2022 soll die Gruppe in Zusammenarbeit mit Anonymous einen Cyberangriff auf die Systeme von Yandex.Taxi verübt haben, was zu einem Verkehrschaos in Moskau führte. Die Gruppe behauptete im selben Monat, die Website der Gruppe Wagner gehackt und deren persönliche Daten gestohlen zu haben. Auf der veränderten Website wurden Fotos toter Soldaten gezeigt. Am 7. Oktober hackte die IT-Armee die Website der Organisation des Vertrags über kollektive Sicherheit (OVKS), auf der sie dem russischen Präsidenten zum Geburtstag gratulierte und eine „komfortable Reise nach Den Haag“ wünschte.